# 워너 코흐
베르너 코흐(독일어: Werner Koch, 1961년 7월 11일~ )는 독일 출신의 자유 소프트웨어 소프트웨어 개발자이다. 그는 GNU 프라이버시 가드(GnuPG 또는 GPG)의 주 제작자로 잘 알려져 있다. 그는 또한 '자유 소프트웨어 재단 유럽'(Free Software Foundation Europe, FSFE)의 사무소장이었다.

## 생애
코흐는 독일 뒤셀도르프 주변의 에르크라트에 거주하고 있다. 1997년에 GNU 프라이버시 가드를 작성하기 시작했다. 1999년에 GNU 프라이버시 가드의 첫 판이 완성되었으며 유명 이메일 암호화 프로그램 대부분에 기초가 되었다.